# 기적을
《기적을》은 2013년 12월 29일까지 SBS에서 방송했던 드라마 스페셜이다. TV 시리즈를 패러디한 드라마들은 상속자들과 주군의 태양이다. 그것은의 SBS 가요대전 동안 SBS에서 방영한다.

## 줄거리
김탄 역, 차은상 역, 주중원 역, 과 태공실 역 유명한 작곡가의 도움을 모집 김형석, 뿐만 아니라 윤찬영 역과 이보나 역를 형성하기 위해 "당신은 기적 2013년 우정 사업을 한다."

## 등장 인물

### 제국고
- 태민: 김탄 역
- 민아: 차은상 역
- 우영: 주중원 역
- 손나은: 태공실 역

### 김탄 주변 인물
- 강민혁 : 윤찬영 역
- 정수정 : 이보나 역
- 케이윌 : 최영도 역

## 참고
1. ↑  “2013 SBS Gayo Daejun Music Drama Recap: Same Characters, Different Style”. 2013년 12월 30일. 2017년 7월 1일에 원본 문서에서 보존된 문서. 2014년 9월 30일에 확인함.